# مواصلة منقولة

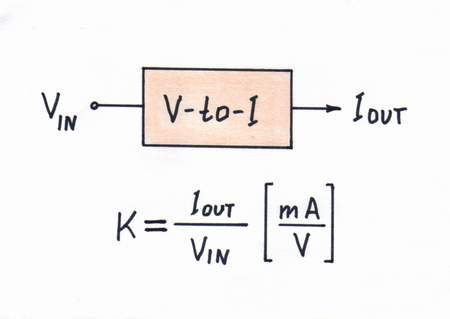

الموصلية المنقولة (بالإنجليزية: Transconductance)‏ الموصلية المنقولة في الإلكترونيات هي أحد خواص بعض العناصر الإلكترونية مثل المضخم . وهي نسبة التيار الكهربائي في المخرج إلى الجهد الكهربائي عند المدخل .
بالنسبة للإشارات الصغيرة تعطى الموصلية المنقولة بالمعادلة:
{\displaystyle g_{\mathrm {m} }={i_{\mathrm {out} } \over u_{\mathrm {in} }}}
حيث :
iout التيار عند المخرج.
uin الجهد عند المدخل.
وبالنسبة للتيار المستمر تعرف معادلة الموصلية المنقولة بـ:
{\displaystyle g_{\mathrm {m} }={\Delta I_{\mathrm {out} } \over \Delta U_{\mathrm {in} }}}
أي أن الموصلية المنقولة هي معدل تغير التيار عند المخرج بسبب تغير الجهد عند المدخل.
إنها خاصية الصمام ثلاثي وغيره من الصمامات، وهي خاصية الترانزستور.

## اقرأ أيضا
- معاوقة
- مقاومية
- دائرة مقاومة وملف
- رنان ملف ومكثف
- موصلية فائقة
- مقحل حقلي موصول